# Venkov

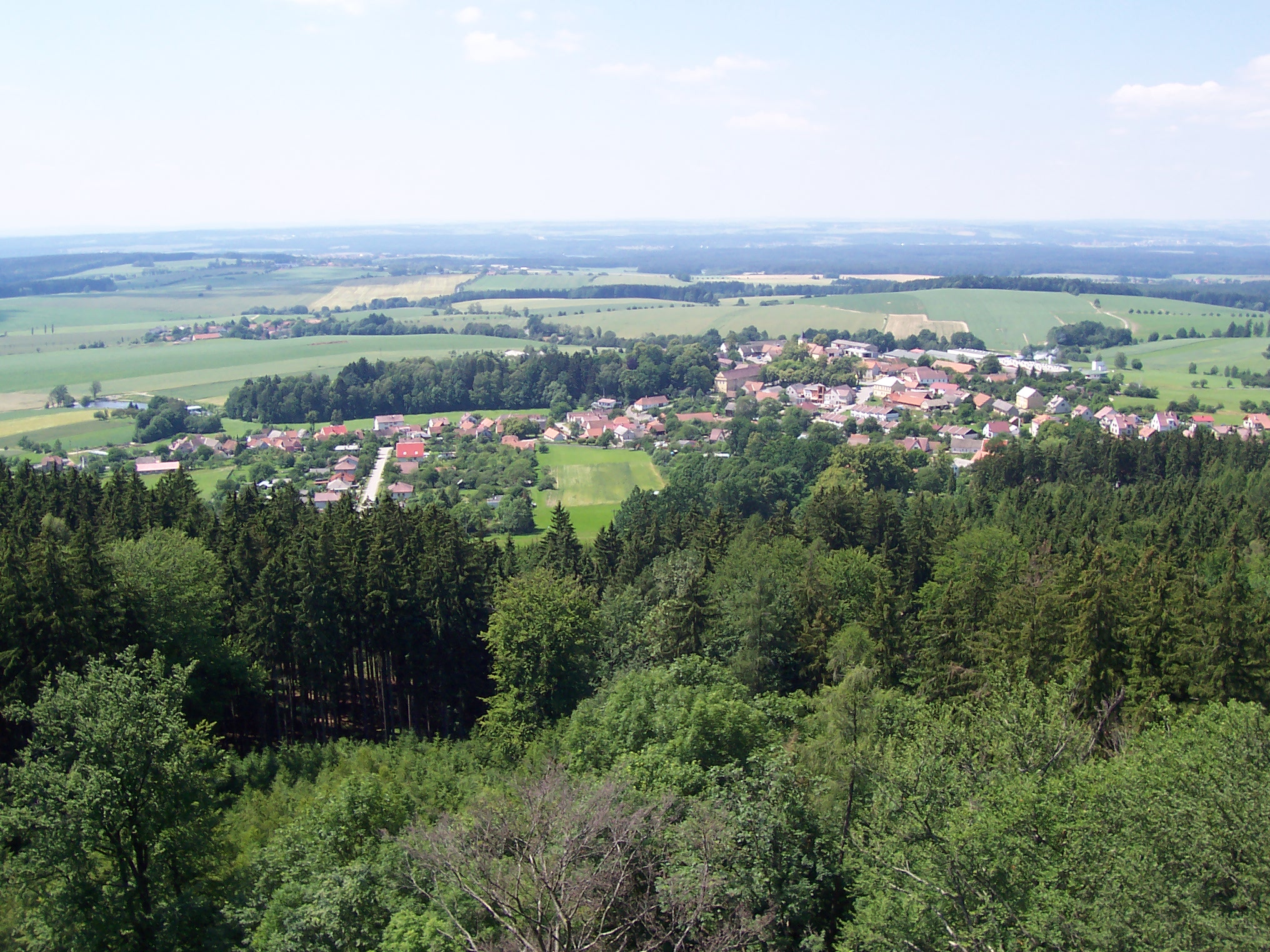
Česká venkovská krajina.

Venkov je prostor mimo městské osídlení, který je charakterizován nižší hustotou zalidnění a tradičním zaměřením na zemědělství. Pojem bývá užíván v dichotomii město vs. venkov. Tyto dva prostory se liší nejen charakterem osídlení a architekturou, ale i převládajícím způsobem obživy, stylem života, kulturou atd.
Liší se také převládající charakter sociálních sítí a organizace společenství. Venkov bývá považován za prostředí méně anonymní, s vyšší sociální kontrolou, ale také s vyšší sociální soudržností a sociální oporou. Sociologové upozorňují např. i na rozdílné vnímání času na venkově a ve městě.
V sociologii je venkov zkoumán v rámci sociologie venkova či sociologie zemědělství a dále také v sociologii způsobu života a sociologii rekreace. Určitých témat se dotýká také demografie a sociologická demografie či ekologie. 

## Vymezení venkova
Potřeba vymezení venkova (venkovských obcí, venkovského prostoru) vyvstala v České republice zejména v souvislosti s dotačními programy na podporu venkova a snahou etablovat venkov jako samostatný resort. Vymezení venkova není kodifikováno a neexistuje ani obecně vnímaná hranice mezi venkovem a městem. Při pokusech o vymezení hraje roli hustota osídlení či absolutní počet obyvatel obce, urbanistická nebo socioprofesní struktura, případně architektonické charakteristiky, způsob komunikace obyvatel atd.
V české odborné literatuře jsou obvykle za venkovské obce pokládány ty, které mají méně než 2000 obyvatel, s odkazem na § 3 zákona o obcích je však stále častěji užívána hranice 3000 obyvatel (podmínka pro jmenování obce městem). Kritérium vymezení venkovských obcí podle jejich správního statutu je považováno za zcela nevhodné a nevyužitelné, podobně jako kategorizace úřadů státní správy.
V rámci českého Programu rozvoje venkova byl venkovský prostor stanoven podle kritérií OECD a Eurostatu na úrovni jednotek NUTS III (kraje) tak, že za významně nebo převážně venkovské území bylo označeno celé území České republiky s výjimkou hlavního města Prahy. Na úrovni jednotek NUTS III definuje OECD a Eurostat venkovské regiony podle podílu obyvatelstva žijícího ve venkovských obcí (žije-li v nich více než 50 % obyvatel, jde o region převážně venkovský, žije-li v nich více než 15 % obyvatel, jde o region významně venkovský, ostatní regiony jsou převážně městské), přičemž za venkovské jsou považovány obce s hustotou osídlení pod 150 obyv./km² (venkovskou obcí podle této metodiky není například Josefův Důl u Mladé Boleslavi, který má průměrnou hustotu zalidnění cca 720 obyv./km²). Jako vhodné se jeví hodnotit regiony na úrovni správních obvodů obcí s rozšířenou působností.

## Venkov jako téma sociální ekologie
Intenzivně se fenoménu venkova věnoval sociální ekolog Bohuslav Blažek, který tématu věnoval mimo jiné dvě knihy: Venkov / Města / Média (vydalo Sociologické nakladatelství v roce 1998) a Venkovy – anamnéza, diagnóza, terapie (vydalo nakladatelství Era v roce 2004).